# Łeonid Nikołajenko
Łeonid Mykołajowycz Nikołajenko, ukr. Леонід Миколайович Ніколаєнко, ros. Леонид Николаевич Николаенко, Leonid Nikołajewicz Nikołajenko (ur. 11 maja 1957 w Mikołajowie) – ukraiński piłkarz, grający na pozycji obrońcy lub pomocnika, trener piłkarski.

## Kariera piłkarska
Wychowanek Szkoły Sportowej Sudnobudiwnyk Mikołajów. Pierwszy trener S.W.Bajda. W 1974 rozpoczął karierę piłkarską w drużynie rezerw Zorii Woroszyłowgrad. W 1977 został powołany do wojska, gdzie służył w klubach SKA Odessa, CSKA Moskwa i Iskra Smoleńsk. W 1987 został skierowany do Południowej Grupy Wojsk stacjonującej na Węgrzech, gdzie bronił barw reprezentacji okręgu. Po zwolnieniu z wojska powrócił do ojczyzny, a w 1993 występował w drugiej drużynie Ewisu Mikołajów oraz amatorskiego zespołu Merkurij Perwomajsk. 18 listopada 1994 rozegrał jedyny mecz w rodzimym klubie SK Mikołajów, w którym zakończył karierę piłkarza.

## Kariera trenerska
Po zakończeniu kariery piłkarskiej rozpoczął pracę szkoleniowca. Od 1997 do 1999 pracował w sztabie szkoleniowym, a w październiku 1998 pełnił obowiązki głównego trenera SK Mikołajów. Od 2000 do 2004 prowadził Wodnyk Mikołajów, a potem trenował amatorski zespół Ahroswit Nowopetriwka. Potem pracował jako inspektor meczów piłkarskich w Mikołajowskim Obwodowym Związku Piłki Nożnej.

## Sukcesy i odznaczenia

### Sukcesy piłkarskie
CSKA Moskwa
- mistrz Pierwoj ligi ZSRR: 1986

### Sukcesy trenerskie
Wodnyk Mikołajów
- mistrz obwodu mikołajowskiego: 2001, 2002
- zdobywca Pucharu obwodu mikołajowskiego: 2001, 2002
- brązowy medalista Amatorskiej Ligi Ukrainy: 2002
- awans do Ukraińskiej Drugiej Ligi: 2002

### Odznaczenia
- tytuł Mistrza Sportu ZSRR: 1978